# خانم (عنوان)
خانم یک عنوان سلطنتی و اشرافی مؤنث است که در اصل از عنوانی آسیای میانه‌ای گرفته شده و بعدها در خاورمیانه و شبه‌قاره هند مورد استفاده قرار گرفت. این عنوان، معادل مؤنث خان است که برای حاکم یا فرمانده نظامی به‌کار می‌رفت و در میان اقوام ترک‌ کوچ‌نشین قرون وسطی در آسیا و اروپا، همچنین در میان قبایل مغول ساکن شمال و شمال‌غرب چین امروزی، رایج بوده است. این واژه امروزه در زبان فارسی برای خطاب به شکل احترام آمیزانه تر به زنان استفاده می شود. در ساخت واژه‌های زبان‌های ترکی، پسوند "-um / -ım" معنای «من» یا «مال من» را اضافه می‌کند، بنابراین واژه‌ی "Khanum" به معنای «خان من» می‌شود. این تعبیر از داستانی برگرفته شده که در آن یک خان به اتباع خود می‌گوید: «من خان شما هستم و او خان من است (خانم)». عنوان خان همچنین در اتحاد ژیان‌بی نیز دیده می‌شود که بین سال‌های ۲۸۳ تا ۲۸۹ میلادی برای رئیس خود از این عنوان استفاده می‌کردند. روران‌ها نخستین قومی بودند که از عناوین خاقان و خان برای امپراتوران خود بهره گرفتند و عنوان پیشین چانیو از قوم شیونگ‌نو را کنار گذاشتند؛ کسانی که به گفته‌ی رنه گروست و دیگر پژوهشگران، ترک‌تبار محسوب می‌شدند.